# 밍스키
《밍스키》(영어: The Night They Raided Minsky's)는 미국에서 제작된 윌리엄 프리드킨 감독의 1968년 뮤지컬 코미디 영화이다. 노먼 리어가 공동 각본을 쓰고 제작하였으며, 제이슨 로바즈 등이 출연하였다. 1960년에 출판된 롤런드 바버의 동명 소설에 기반을 두었다.

## 출연
- 제이슨 로바즈
- 브리트 에클란드
- 노먼 위즈덤
- 포러스트 터커
- 해리 앤드루스
- 조지프 와이즈먼
- 덴홈 엘리엇
- 엘리엇 굴드
- 잭 번스
- 버트 라
- 리처드 리버티니
- 글로리아 리로이
- 주디스 라우리
- 채닌 헤일
- 루디 밸리
- 에디 로런스

## 기타 제작진
- 협력 제작: 조지 저스틴
- 배역: 매리언 도허티
- 미술: 진 에커트, 윌리엄 에커트
- 세트: 존 고드프리
- 의상: 애나 힐 존스톤
- 헤어: 밥 그리말디
- 제작 관리: 짐 디갠지
- 조감독: 파블로 페로, 버트 해리스